# Pasador partido
Un pasador partido o pasador dividido, es una fijación metálica con dos mitades que se pueden doblar (o no) durante la instalación, con una funcionalidad similar a una grapa o remache. Normalmente, están hechos de alambre grueso con una sección transversal semicircular. Los hay de diferentes tamaños y tipos.
Un pasador partido es similar en diseño y función a un encuadernador de latón en el mundo de la papelería y encuadernación.

## Construcción

Clavijas:
A: pasador dividido nuevo
B: pasador dividido instalado
C: clip R
D: Sección transversal de un pasador dividido

Un pasador dividido nuevo (véase la figura A) tiene sus superficies interiores planas en contacto durante la mayor parte de su longitud, por lo que parece ser un cilindro dividido (figura D). Una vez insertado, los dos extremos del pasador se doblan, bloqueándolo en su sitio (figura B). Cuando se eliminan, se supone que deben descartarse y sustituirse, debido a la fatiga de la flexión.
Los pasadores partidos suelen estar hechos de metal blando, lo que hace que sean fáciles de instalar y quitar, pero también hace que no sea aconsejable utilizarlos para resistir grandes fuerzas de corte. Los materiales comunes incluyen acero suave, latón, bronce, acero inoxidable y aluminio.

### Tipo

Tipos de extremos disponibles en los pasadores partidos: estándar, punta alargada, extremo de mitra, extremo bisel y bloqueo de martillo. La longitud L del pasador dividido se define como la distancia desde el extremo del diente más corto hasta el punto del ojo que entra en contacto con el agujero.

El tipo más común de pasador partido tiene la punta alargada con un corte cuadrado, pero también hay pasadores partidos disponibles con todos los demás tipos de extremos. El tipo de punta alargada es popular porque la diferencia de longitud de ambos dientes hace que sea más fácil separarlos. Para facilitar la inserción en un agujero, la pata más larga puede estar ligeramente curvada para sobreponer la punta más corta o bisel.
Los pasadores de bloqueo del martillo se instalan correctamente golpeando la cabeza con un martillo para asegurar el pasador. Esto fuerza la pata más corta hacia delante, extendiendo el pasador.

### Medidas
Los diámetros de los pasadores partidos están estandarizados.
| Diámetro nominal mm | Tamaño del agujero mm | Para el tamaño del caracol mm |
| ------------------- | --------------------- | ----------------------------- |
| 1.5                 | 1.9                   | 6                             |
| 2                   | 2.4                   | 8                             |
| 2.5                 | 2.8                   | 10                            |
| 3                   | 3.4                   | 12, 14                        |
| 4                   | 4.5                   | 20                            |
| 5                   | 5.6                   | 24, 28                        |
| 6                   | 6.3                   | 30, 36, 42                    |
| 8                   | 8.5                   | 48                            |

Los pasadores partidos americanos van desde 1⁄32 ” y hasta 3⁄4 ”. Las conversiones de métricas de la tabla siguiente son aproximadas.

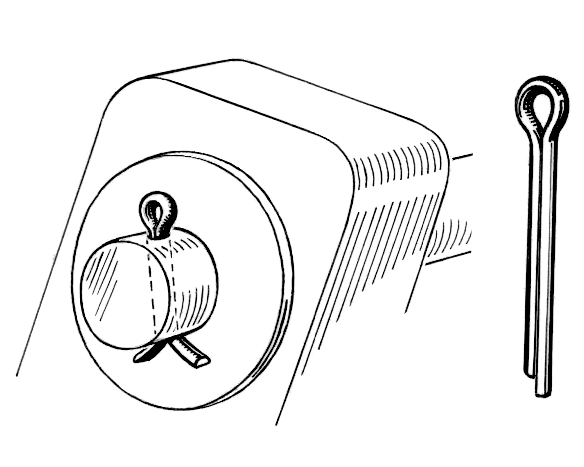
Un pasador dividido (uso del Reino Unido) / pasador (uso de EE.UU.) que sujeta una varilla en su sitio con una lavadora

| Diámetro nominal | Diámetro nominal | Tamaño agujero | Tamaño agujero | Para tamaño tornillo | Para tamaño tornillo |
| in               | mm               | in             | mm             | in                   | mm                   |
| ---------------- | ---------------- | -------------- | -------------- | -------------------- | -------------------- |
| 1⁄32             | 0.79             | 3⁄64           | 1.19           |                      |                      |
| 3⁄64             | 1.19             | 1⁄16           | 1.59           |                      |                      |
| 1⁄16             | 1.59             | 5⁄64           | 1.98           | 1⁄4                  | 6.35                 |
| 5⁄64             | 1.98             | 3⁄32           | 2.38           | 5⁄16                 | 7.94                 |
| 3⁄32             | 2.38             | 7⁄64           | 2.78           | 3⁄8                  | 9.53                 |
| 7⁄64             | 2.78             | 1⁄8            | 3.18           |                      |                      |
| 1⁄8              | 3.18             | 9⁄64           | 3.57           | 1⁄2                  | 12.70                |
| 9⁄64             | 3.57             | 5⁄32           | 3.97           | 5⁄8                  | 15.88                |
| 5⁄32             | 3.97             | 11⁄64          | 4.37           | 3⁄4                  | 19.05                |
| 3⁄16             | 4.76             | 13⁄64          | 5.16           | 1, 1 ⁄8              | 25.4, 28.58          |
| 7⁄32             | 5.56             | 15⁄64          | 5.95           | 1 ⁄4, 1 3⁄8          | 31.75, 34.93         |
| 1⁄4              | 6.35             | 17⁄64          | 6.75           | 1 ⁄2                 | 38.10                |
| 5⁄16             | 7.94             | 5⁄16           | 7.94           | 1 3⁄4                | 44.45                |
| 3⁄8              | 9.53             | 3⁄8            | 9.53           |                      |                      |
| 7⁄16             | 11.11            | 7⁄16           | 11.11          |                      |                      |
| 1⁄2              | 12.70            | 1⁄2            | 12.70          |                      |                      |
| 5⁄8              | 15.88            | 5⁄8            | 15.88          |                      |                      |
| 3⁄4              | 19.05            | 3⁄4            | 19.05          |                      |                      |

## Aplicaciones

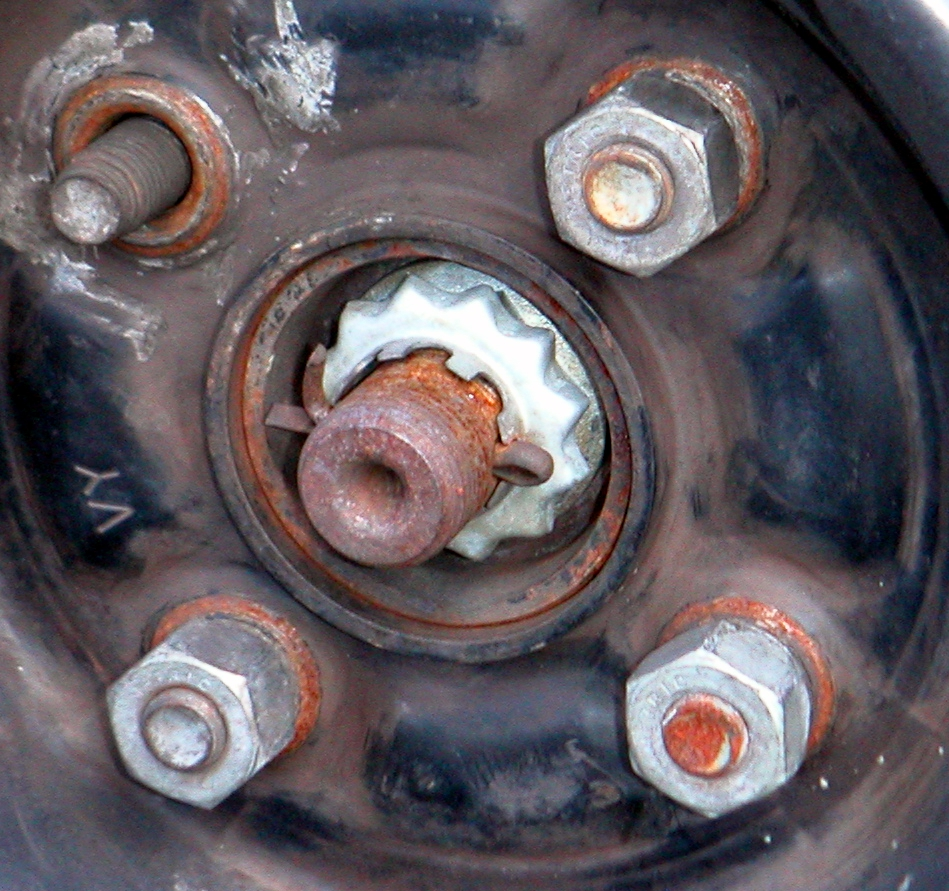
Un centro de coche que muestra una cubierta de hembra almenada y un pasador dividido (cerca del centro)

Los pasadores divididos se utilizan frecuentemente para fijar otros elementos de fijación, por ejemplo, los pasadores de horquilla, además de utilizarse en combinación con discos de tablero duro como técnica tradicional de unión para los osos de peluche. Una aplicación habitual de esto es cuando se utiliza para asegurar una hembra almenada.